# (400023) 2006 PE33
(400023) 2006 PE33 es un asteroide perteneciente al cinturón de asteroides, descubierto el 13 de agosto de 2006 por el equipo del Siding Spring Survey desde el Observatorio de Siding Spring, Nueva Gales del Sur, Australia.

## Designación y nombre
Designado provisionalmente como 2006 PE33.

## Características orbitales
2006 PE33 está situado a una distancia media del Sol de 2,551 ua, pudiendo alejarse hasta 3,193 ua y acercarse hasta 1,908 ua. Su excentricidad es 0,252 y la inclinación orbital 13,06 grados. Emplea 1488,24 días en completar una órbita alrededor del Sol.

## Características físicas
La magnitud absoluta de 2006 PE33 es 16,7. Tiene 2,671 km de diámetro y su albedo se estima en 0,057.